# Petrel Glacier
Der Petrel Glacier (englisch für Sturmvogelgletscher) ist eine Gletscherzunge auf der Ross-Insel im antarktischen Ross-Archipel. Sie ergießt sich vom Mount Bird in ein breites Tal oberhalb des Waipuke Beach.
Das New Zealand Antarctic Place-Names Committee benannte sie.